# Křížová cesta (Strakonice)
Zaniklá křížová cesta ve Strakonicích se nacházela v západní části města a vedla z hradu na návrší Kalvárie mezi pravým břehem řeky Otavy a ulicí V Lipkách.

## Historie
Křížová cesta byla postavena v 18. století mezi hradem a návrším Kalvárie. Pilířkové kapličky křížové cesty měly obrazy od strakonického malíře Antonína Zellerina. Tato křížová cesta byla postupně zrušena.
Návrší Kalvárie se nachází západně od strakonického hradu. Na jeho temeni stála gotická kaple Povýšení svatého Kříže, v jejímž okolí se rozprostíral hřbitov. Na něm podle lidové pověsti byl pochován legendární Švanda dudák. Za vlády Josefa II. byla roku 1781 kaple zrušena, později stržena a její inventář byl rozebrán do kaplí a kostelů v okolí. Po zrušení kaple zanikl i hřbitov. Místo připomíná skupina lip.